# Małopolski Ogród Sztuki w Krakowie

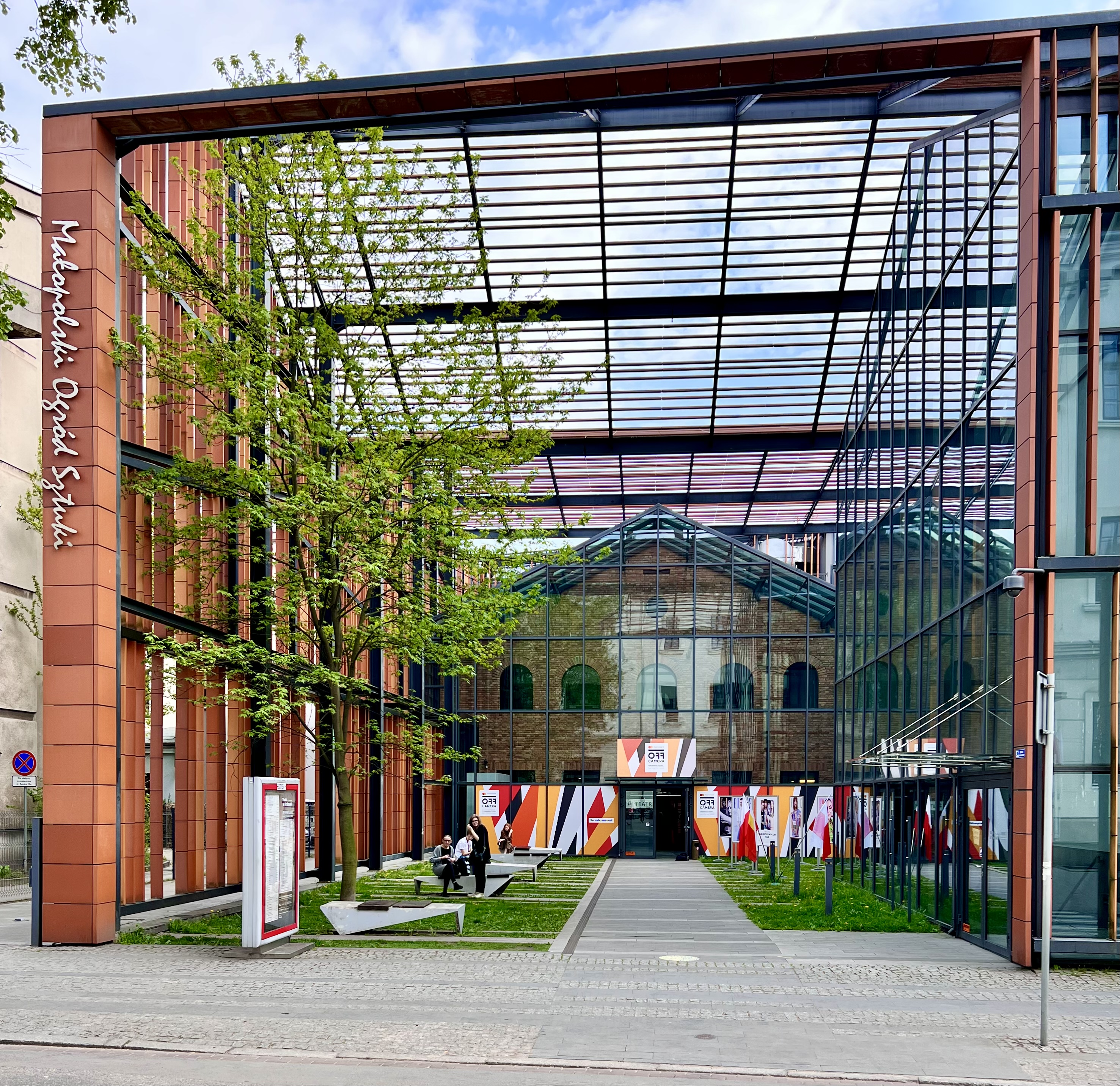
Małopolski Ogród Sztuki, widok od frontu

Małopolski Ogród Sztuki (MOS) – centrum kultury w Krakowie, należące do Teatru im. Juliusza Słowackiego, jeden z projektów współfinansowanych przez Unię Europejską w ramach Małopolskiego Regionalnego Programu Operacyjnego na lata 2007-2013.
MOS łączy w jednym miejscu różnorodną ofertę usług w zakresie kultury, sztuki i edukacji, mających rozwijać kompetencje kulturowe społeczności miasta i regionu. Oferta ta skierowana jest do zróżnicowanych grup odbiorców: dzieci, młodzieży, osób niepełnosprawnych, osób starszych, a ponadto także do zainteresowanych profesjonalistów, artystów i twórców. Naczelnymi celami MOS-u są:
- wsparcie twórczości i uczestnictwa ludzi młodych – program „Dla młodych, o młodych, przez młodych”;
- ułatwienie dostępu do sztuki osobom wrażliwym społecznie lub zagrożonym wykluczeniem (niepełnosprawni, ubodzy, starsi, spoza metropolii, obcojęzyczni itd.) – program „Bez barier”.

Propozycja programowa Małopolskiego Ogrodu Sztuki zakładać będzie ukierunkowanie na promocję sztuki współczesnej w różnych obszarach kultury oraz na kształcenie i rozwijanie kompetencji kulturowych w zakresie odbioru sztuk współczesnych w ich nieskończonym bogactwie. Poza aspektem kulturotwórczym głównym celem będzie więc wychowywanie przez sztukę, a w przypadku niepełnosprawnych – terapia przez sztukę oraz działania integracyjne w sztuce. MOS w sposób unikatowy łączy miejsce, gdzie powstaje i prezentowane jest żywe widowisko, z zapleczem teoretyczno-dydaktycznym, które w efektowny sposób oferuje nowoczesna mediateka. Umieszczenie w jednym obiekcie wielofunkcyjnej sali widowiskowej oraz mediateki pozwala na przepływ inspiracji z obu kierunków: od prezentacji danego dzieła, po wiedzę teoretyczną na jego temat dostępną w mediatece.

## Historia projektu
Nieruchomość położona między ulicami Rajską i Szujskiego, w której od 1948 roku mieściły się pracownie scenotechniczne krakowskiego Teatru im. Juliusza Słowackiego i (na mocy podnajmu) Teatru Starego generowała Szczególny problem prawny i administracyjny, jednocześnie zaś samorządowe władze Małopolski oczekiwały racjonalnego zagospodarowania obiektów teatralnych. Od początku sprawowania funkcji dyrektora naczelnego i artystycznego w Teatrze im. Słowackiego przez Krzysztofa Orzechowskiego istotnym stało się uregulowanie sytuacji prawnej składników majątku nieruchomego powierzonej mu placówki, co wymagało znacznego wysiłku organizacyjno-administracyjnego. Obiekt przy ul. Rajskiej był wówczas w opłakanym stanie technicznym i nadawał się do kapitalnego remontu (jeśli miałby służyć dalej jako „fabryka dekoracji”) lub do całkowitej rewitalizacji. Ponieważ wydawało się oczywiste, że dalsze utrzymanie warsztatów teatralnych w tak doskonałej lokalizacji nie ma racjonalnego uzasadnienia – zdecydowano się na drugi wariant.
Prace nad nowym zagospodarowaniem nieruchomości nasiliły się w latach 2002-2006, szczególnie że ówczesny marszałek województwa wskazywał na możliwość powstania w tym miejscu nowoczesnej mediateki. Rozważana była także budowa filharmonii. Obie te koncepcje z różnych powodów upadły i po wielu dyskusjach przedstawiono Zarządowi Województwa Małopolskiego wstępną koncepcję MOS-u (Małopolskiego Ogrodu Sztuki) łączącego zadania wielofunkcyjnej sali widowiskowo-teatralnej oraz mediateki, która to koncepcja zyskała uznanie w oczach Zarządu.
W dniu 8 lutego 2005 r., na podstawie powyższej koncepcji, we współpracy SARP-em, ogłoszono otwarty konkurs architektoniczny na opracowanie koncepcji architektoniczno-urbanistycznej przebudowy budynku przy ul. Rajskiej 12 w Krakowie na potrzeby „Małopolskiego Ogrodu Sztuki”. Konkurs miał charakter realizacyjny i został rozstrzygnięty w dniu 24 maja 2005 r. Zwycięzcami konkursu zostali K. Ingarden i J. Ewy Architekci sp. z o.o. Następnie realizacja MOS-u została wpisana do Wieloletniego Planu Inwestycyjnego, jako indykatywny projekt województwa małopolskiego, realizowany ze środków unijnych. Wstępna umowa między Teatrem a województwem na przygotowanie „projektu kluczowego” została uroczyście podpisana w dniu 14 lutego 2008 roku.
Równolegle postępowały prace nad przygotowaniem terenu pod przyszłą budowę. Za pieniądze przyznane teatrowi przez województwo zostały zakupione cztery mieszkania dla lokatorów zamieszkujących od lat nieruchomość przy ulicy Rajskiej (emerytowani pracownicy teatru). 31 grudnia 2007 wyprowadziła się ostatnia lokatorka. Likwidacji uległy teatralne pracownie scenotechniczne i obiekt opustoszał. Architekci przystąpili do przygotowania projektów budowlanych i branżowych.
W roku 2008 powstało studium wykonalności oraz wniosek o dofinansowanie projektu autorstwa G. Tryca. Studium zakładało realizację według uzgodnionych w latach 2004 i 2005 koncepcji, które stały się podstawą określenia warunków konkursu architektonicznego (specyfikacji). Obok działalności non-profit przewidywano wówczas działalność komercyjną (wynajmy, sklep płytowy, księgarnię, kawiarnię – restaurację, salę kinową), z której zyski miały wspomagać utrzymanie całego obiektu. Studium po przejściu przez ocenę formalną i finansową dokonaną przez Departament Funduszy Europejskich (DFE) zostało jednak przez zewnętrznych asesorów zatrzymane na etapie oceny merytorycznej. W tej sytuacji w dniu 8 kwietnia 2009 r.wycofany został wniosek o dofinansowanie (w przewidzianym przez regulamin terminie) oraz - po uzgodnieniu z Zarządem - zlecono wykonanie nowego wniosku wraz ze studium wykonalności, którego koncepcje zaprezentowano w dniu 2 lipca 2009 roku.
Podczas dalszej pracy nad nową wersją studium okazało się, że ze względu na zmianę przepisów dotyczących korzystania ze środków unijnych przy realizacji tego typu projektów, likwidacji musi ulec część komercyjna wniosku. Wprowadzenie licznych poprawek, zarówno w części finansowej aplikacji, jak i w projekcie architektonicznym, łączyło się z przerzuceniem pewnej części przyszłych kosztów eksploatacyjnych obiektu na Małopolskę. Sytuacja budżetowa Województwa stawała się coraz trudniejsza ze względu na narastający kryzys i nie pozwalała na skorzystanie z tzw. pomocy publicznej (umożliwiającej wprowadzenie komercji), co oznaczałoby inny podział kosztów realizacyjnych, czyli podniesienie wkładu własnego z 15% do wysokości 50%. Na przełomie lat 2008 i 2009 Teatr został poinformowany przez Urząd Marszałkowski o konieczności zmniejszenia wydatków na realizację projektu. Technologia sceny i kinotechnika została wówczas okrojona o ok. 7 mln złotych w stosunku do pierwotnych założeń architektonicznych i kosztorysu inwestorskiego. Powrót do optymalnego wyposażenia okazał się możliwy dopiero w wyniku oszczędności dokonanych po przeprowadzeniu przetargu na generalnego wykonawcę.
Po zmianach i uaktualnieniu kosztorysu inwestorskiego oraz napisaniu specyfikacji przetargowej przez wyłonionego wcześniej w wyniku przetargu inwestora zastępczego, rozpisano przetarg na generalnego wykonawcę. 14 grudnia 2009 roku Teatr został poinformowany przez DFE o wyborze naszego wniosku do dofinansowania. Z wykonawcą wyłonionym w przetargu Teatr podpisał umowę w dniu 15 stycznia 2010 r. Niezwłocznie ruszyła budowa.
Odrębną sprawą było ostateczne rozstrzygnięcie funkcjonowania arteteki, bo w wyniku ostatecznych ustaleń taka nazwa została przyjęta w studium wykonalności dla mediateki z powodu zawężenia jej działalności do branżowych zbiorów poświęconych sztuce. W pierwotnym zamyśle mediateka-arteteka miała być zarządzana na zasadach podnajmu przez Wojewódzką Bibliotekę Publiczną (WBP), z wykorzystaniem jej zasobów wiedzy, personelu i zbiorów. Po zmianach przepisów okazało się to niemożliwe. Całość zarządzania obiektem musi bowiem pozostać przy jedynym beneficjencie, którym jest Teatr im. Juliusza Słowackiego. Ponieważ jednak teatr nie jest placówką wyspecjalizowaną w działalności bibliotecznej, podpisano z WBP nowe, włączone do studium wykonalności porozumienie, które inaczej reguluje sprawy współpracy. Zasada, że MOS funkcjonuje w oparciu organizacyjnym o dwie duże instytucje kultury i ich administrację oraz infrastrukturę techniczną pozostała niezmieniona.

## Założenia funkcjonalne i programowe MOS-u

### Strategiczne wytyczne programowe, na podstawie Strategii Rozwoju Województwa Małopolskiego
1. Priorytetowe działania w obszarze KOM: W celu wzmocnienia funkcji metropolitalnych pożądane jest zrealizowanie wielu znaczących projektów inwestycyjnych, takich jak:
  - budowa, rozbudowa i modernizacja konkurencyjnie ukierunkowanych, podstawowych instytucji kultury, w tym sal koncertowych, muzeów sztuki współczesnej, interaktywnych ośrodków związanych z mediami elektronicznymi,
  - budowa, rozbudowa i modernizacja ośrodków edukacji kulturowej (w tym szkół artystycznych i uczelni), ośrodków związanych z przemysłem filmowym, w tym grafiki i animacji komputerowej 3D oraz poszerzanie i urynkowienie projektów wzmacniających ofertę programową sektora kultury.
2. Kierunki polityki w obszarze KOM – założenia programowe: Najważniejsze działania obejmą:
  - Promocję nowych aktywności z zakresu nowoczesnych technologii i innowacyjności rozwijających się dopiero na terenie Małopolski z wykorzystaniem najnowszych technik medialnych,
  - Inicjowanie, stymulowanie i organizacja cyklicznych przedsięwzięć kulturalnych i sportowych o międzynarodowym znaczeniu lub zasięgu oraz wprowadzanie ich do międzynarodowego kalendarium imprez.

- Promocja tych cech miasta i obszaru, które już w tej chwili dodają mu europejskiego znaczenia takich jak: kultura, nauka, unikalne walory środowiska przyrodniczo-kulturowego.
- Udział w prestiżowych międzynarodowych wystawach, targach, festiwalach, kongresach, a także organizacja imprez o znaczeniu międzynarodowym.

### Cele projektu
Podniesienie roli Krakowa jako metropolii europejskiej oraz wzmocnienie funkcji metropolitarnych obszaru oraz stworzenie Małopolskiego Ogrodu Sztuki jako regionalnego ośrodka współczesnych form teatralnych i parateatralnych.

### Założenia programowe funkcjonowania MOS
Współcześnie do klasycznych dziedzin sztuki dołączyły dziedziny najnowsze – film, telewizja, animacje komputerowe itp. – ogólnie nazwane środkami multimedialnymi. Kraków nie posiadał jednak jak dotąd przestrzeni, która dawałaby możliwości syntetycznych prezentacji, łączących różne dziedziny. Istnieje trend wykorzystywania do tych celów obiektów postindustrialnych: MOS, dzięki swojej architekturze i wnętrzom, nawiązuje również do takich tendencji. Drugą sprawą są względy funkcjonalne – dążenie w kierunku rozbudowy teatrów w stronę szeroko rozumianych centrów kultury. Samo wydarzenie sceniczne staje się tylko fragmentem ich działalności. Biorąc to pod uwagę, w MOS planowane jest połączenie różnorodnych funkcji programowych:
- Tworzenie nowych dzieł, wydarzeń, sytuacji, zgodnie z najnowszymi trendami artystycznymi (ze szczególnym naciskiem na syntezę różnych rodzajów sztuk) oraz z wykorzystaniem narzędzi audiowizualnych.
- Prezentowanie istniejących dzieł, utworów (import grup, zespołów, teatrów).
- Wychowanie przez sztukę.
- Terapia przez sztukę („wykluczeni kulturowo”).
- Gromadzenie, dokumentowanie i udostępnianie dokumentacji na temat twórczości, sztuki (mediateka-arteteka).

### Model funkcjonowania MOS-u
Model ten będzie mieszany, tzn. oparty na produkcjach własnych Teatru im. Słowackiego dla MOS-u, realizowanych przy pomocy istniejącego zespołu Teatru lub zakontraktowanych artystów, a także – w drugiej kolejności – oparty na aktywnie działającym impresariacie („eksport-import” produktów artystycznych z regionu i spoza regionu, w tym z zagranicy). Realizacja założeń programowych MOS podejmowana będzie w miarę dostępnych źródeł ich finansowania oraz aktualnego zapotrzebowania publiczności.

### Rdzeń programu
Zakłada się, że rdzeń programu finansowany będzie w ramach podstawowej działalności statutowej Teatru, a więc z dotacji budżetu województwa. Do rdzenia tego zalicza się:
- działania teatralne – własne produkcje, spektakle gościnne, teatr obcojęzyczny,
- artetekę (mediatekę artystyczną),
- wychowanie i terapię przez sztukę.

Pozostałe formy podejmowane i realizowane będą na zasadach projektowych, tj. po uzyskaniu dodatkowego źródła finansowania, przykładowo w ramach środków na rozwijanie współpracy europejskiej, międzyregionalnej i transgranicznej bądź w ramach środków na rozwijanie współpracy bilateralnej.

### Programy działania
Program tzw. "dzienny" kierowany będzie do takich grup docelowych, jak dzieci, młodzież, osoby niepełnosprawne, osoby starsze, zainteresowani profesjonaliści, artyści, twórcy. Będzie polegał na następujących działaniach:
- arteteka (mediateka artystyczna) – gromadzenie, upowszechnianie, edukacja;
- edukacja i wychowanie przez sztukę – warsztaty i spektakle z dziećmi, z młodzieżą;
- terapia przez sztukę – warsztaty i spektakle z osobami niepełnosprawnymi;
- integracja w sztuce – warsztaty i spektakle z osobami starszymi, ze środowisk wrażliwych społecznie, zagrożonych wykluczeniem kulturowym;
- otwarte pracownie;
- ogólnodostępna przestrzeń otwarta – płyty, książki, kafeteria.

Program wieczorny będzie zaś ukierunkowany na młodzież, osoby dorosłe, turystów i zagranicznych mieszkańców Krakowa. Charakteryzować go będą działania takie jak spektakle teatralne, taneczne, baletowe, koncerty itp. oraz dostęp do przestrzeni otwartej, płyt, książek, kafeterii.